# Juan de Villatoro
Juan de Villatoro fue una más de las víctimas y desafueros del «tirano» Lope de Aguirre.

## Biografía
Este conquistador extremeño había nacido en Aldeanueva de la Vera (Cáceres), hijo de Juan de Villatoro y de Mencía Sánchez de Aguilar, obtenía licencia para pasar a Tierra Firme el 5 de septiembre de 1542. Después de algún tiempo en Santo Domingo, llegaba a Cartagena de Indias (Colombia) en la expedición del gobernador Miguel Díaz de Armendáriz y se integraba en las fuerzas del teniente de gobernador Pedro de Ursúa, con el que militó hasta su muerte.
Villatoro participó con Ursúa en la conquista y pacificación de los indios panches, chitareros y los muzos e intervino en las fundaciones de las ciudades colombianas de Pamplona y Tudela de los Muzos. Después Ursúa será nombrado justicia mayor de Santa Marta y Villatoro pasará a su servicio como persona de confianza e intervendrá en las distintas comisiones que ha de resolver su capitán.

## Cambio de ambiente
Por aquellas fechas, el marqués de Cañete había sido nombrado virrey de Perú y cuando iba a su gobernación conoció a Ursúa en el istmo panameño y le ofreció un alto cargo en su demarcación virreinal, pero antes le encargaba deshacer una conjura de negros cimarrones que se habían hecho fuertes en las selvas panameñas y asaltaban y mataban a los españoles que osaban andar por aquellos lugares. Villatoro era uno de los soldados que luchó denodadamente contra los cimarrones.
Resuelto el problema de los cimarrones, Ursúa marchaba a Perú y el virrey le encargaba formar una expedición para ir por el río Amazonas a la búsqueda de el Dorado. Ursúa conseguía reunir unos 400 hombres para la expedición, hombres que la mayoría estaban desocupados en las ciudades peruanas. Juan de Villatoro iba al servicio de su capitán Ursúa con el que había hecho todas las campañas en los territorios colombianos.

## La tragedia amazónica
Entre aquellos 400 hombres iba Lope de Aguirre, un hombre desquiciado y revoltoso y uno de los personajes más funestos y sanguinarios de los que intervinieron en la conquista americana.
Los expedicionarios salían del Alto Perú a finales de septiembre de 1560, y desde el primer día Aguirre comenzó a conspirar y armar su horda de partidarios entre los más revoltosos. Y una vez que los de Lope de Aguirre han armado su conjura asesinan a Ursúa en los primeros días de enero de 1561.El tirano, toma el mando de la expedición doradista y ahí comenzaba la tragedia amazónica donde arbitrariamente perecerán infinidad de soldados bajo el cuchillo o la horca de Aguirre.
Todo aquel que no estuviera de acuerdo con las decisiones de Aguirre o cometiera la menor torpeza de hacer el comentario más insignificante, era ejecutado sin contemplaciones. Un día, Villatoro conversaba intranscendencias con un tal Pedro Alonso Casco quien había sido alguacil de Ursúa. A Casco se le ocurre decir la frase latina “audaces fortuna juvant, tímidos que repellit” (a los osados favorece la fortuna, y a los temerosos abate), lo oye alguno de los secuaces de Aguirre y lo avisan de que ambos estaban conspirando.
El tirano Aguirre, sin razonamientos ni contemplaciones, manda que le den garrote a los dos; pero cuando iban a ajusticiar a Villatoro, la providencial aparición de don Fernando de Guzmán (el que había designado Aguirre, como rey de su futuro imperio) le salva la vida. Pero Aguirre no descansaba, y según él, por las noches dormía con un ojo abierto para descubrir a los traidores. Y como todos le parecían traidores, todos los días había ejcuciones; ejecutó a don Fernando de Guzmán, a doña Inés de Atienza (la concubina de Ursúa), al cura Henao…, y a todo el que le diera el menor motivo. 

## La isla infernal
Terminado el periplo amazónico, salen al mar y enfilan hacia la isla Margarita, donde Aguirre continuará con sus crímenes. Varios isleños perecerán por las locas intrigas del tirano. Como ya había hecho Pedro Alonso Galeas, Villatoro deseaba escapar de aquel infierno y concierta la escapada con otro compañero, pero los soplones del tirano lo avisan y manda a ejecutar a un tal Luis Sánchez Castillo y a Juan de Villatoro.